# Pristiphora breadalbanensis
Pristiphora breadalbanensis är en stekelart som först beskrevs av Cameron 1882.  Pristiphora breadalbanensis ingår i släktet Pristiphora, och familjen bladsteklar. Arten är reproducerande i Sverige.